# Andrej Zaťko
Andrej Zaťko es un deportista eslovaco que compitió en natación adaptada. Ganó dos medallas en los Juegos Paralímpicos de Atlanta 1996.

## Palmarés internacional
| Juegos Paralímpicos | Juegos Paralímpicos      | Juegos Paralímpicos | Juegos Paralímpicos |
| Año                 | Lugar                    | Medalla             | Prueba              |
| ------------------- | ------------------------ | ------------------- | ------------------- |
| 1996                | Atlanta (Estados Unidos) | Medalla de oro      | 50 m mariposa S3    |
| 1996                | Atlanta (Estados Unidos) | Medalla de bronce   | 50 m braza SB2      |